# Hussein Kamel

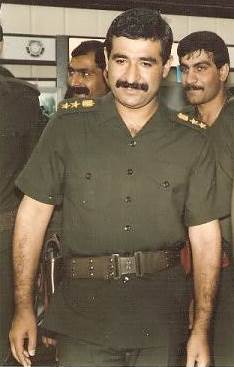
Hussein Kamel

Hussein Kamel Hasan al-Madschid (arabisch حسين كامل حسن المجيد, DMG Ḥusain Kāmil Ḥasan al-Maǧīd; * 1954; † 23. Februar 1996) war ein Schwiegersohn und Cousin zweiten Grades des irakischen Diktators Saddam Hussein. Er war seit 1982 Leiter des Ministeriums für Industrie und militärische Industrialisierung des Irak und damit direkt zuständig für das atomare, biologische, und chemische Waffenprogramm sowie das Raketen- und Superkanonenprogramm des Irak.

## Leben
Kamel machte schnell Karriere innerhalb der Armee in der Republikanischen Garde, wurde 1982 zum General und Minister für militärische Industrialisierung des Irak ernannt.  
Er heiratete Saddam Husseins Tochter Raghad Hussein und lebte bis 1995 im Irak. Am 7. August des Jahres floh er nach Jordanien zusammen mit seiner Frau und seinem Bruder Oberst Saddam Kamel. Sein Bruder wurde ebenfalls von seiner Ehefrau Rana Hussein, gleichfalls einer Tochter des Diktators, begleitet. Jordanien gewährte den Flüchtigen politisches Asyl. Kamel begann daraufhin mit dem Direktor der UN-Waffeninspektionsmission UNSCOM Rolf Ekéus zu kooperieren. Ebenso arbeitete er mit der CIA und dem MI6 zusammen. Kamel gab dabei sehr viele Informationen an die UN-Inspektoren weiter.
Kamel bestätigte, dass es verschiedene Waffenprogramme des Irak gegeben habe, die jedoch alle vor dem Zweiten Golfkrieg aufgegeben wurden. Er offenbarte dabei Örtlichkeiten sowie mitgebrachte, bisher verborgene technische Dokumente. Wenig später erlaubte Saddam Hussein, durch die Aktivitäten Kamels unter Druck geraten, den UN-Inspektoren den Zugriff auf zahlreiche Anlagen und Dokumente. 
Im Februar 1996 wurde Kamel durch Vermittler von Saddam Hussein zugesichert, dass er ihm vergeben habe. Hussein und Saddam Kamel wurden überzeugt, zusammen mit ihren Ehefrauen in den Irak zurückzukehren. Gleich nach ihrer Ankunft wurden sie gezwungen, sich von ihren Frauen scheiden zu lassen, als Verräter verfemt und 3 Tage nach der Rückkehr erschossen.